# Rensselaer (New York)
Rensselaer je město v okrese Rensselaer County ve státě New York ve Spojených státech amerických.
V roce 2010 zde žilo 9 392 obyvatel. S celkovou rozlohou 9 km² byla hustota zalidnění 996 obyvatel na km².